# Currie Cup (2000)
Currie Cup 2000 – sześćdziesiąta druga edycja Currie Cup, najwyższego poziomu rozgrywek w rugby union w Południowej Afryce. Zawody odbyły się w dniach 19 lipca – 26 października 2000 roku.
Rozgrywki toczyły się w pierwszej fazie systemem kołowym w dwóch siedmiozespołowych grupach, po której nastąpiła druga faza grupowa. Czołowa czwórka z każdej z grup walczyła o awans do półfinału turnieju głównego, pozostałe drużyny zaś rywalizowały o trofeum niższej rangi Bankfin Cup, wszystkie zaś zachowały punkty zdobyte w meczach z zespołami z tej samej grupy. Cztery najlepsze zespoły z obu rywalizacji awansowały następnie do fazy pucharowej złożonej z półfinałów i finału.

## Faza grupowa

### Grupa X
| 20 lipca 2000 | Griffons | 38:43 | Cheetahs | Goble Park, Bethlehem |
| 20 lipca 2000 |          | 38:43 |          | Goble Park, Bethlehem |

| 20 lipca 2000 | Mighty Elephants | 34:12 | Falcons | PE Stadium, Port Elizabeth |
| 20 lipca 2000 |                  | 34:12 |         | PE Stadium, Port Elizabeth |

| 21 lipca 2000 | Boland Cavaliers | 46:30 | Golden Lions | Boland Stadium, Wellington |
| 21 lipca 2000 |                  | 46:30 |              | Boland Stadium, Wellington |

| 27 lipca 2000 | Natal Sharks | 46:37 | Griffons | University of Natal, Durban |
| 27 lipca 2000 |              | 46:37 |          | University of Natal, Durban |

| 27 lipca 2000 | Cheetahs | 37:19 | Boland Cavaliers | Vodacom Park, Bloemfontein |
| 27 lipca 2000 |          | 37:19 |                  | Vodacom Park, Bloemfontein |

| 28 lipca 2000 | Golden Lions | 38:22 | Mighty Elephants | Ellis Park, Johannesburg |
| 28 lipca 2000 |              | 38:22 |                  | Ellis Park, Johannesburg |

| 2 sierpnia 2000 | Boland Cavaliers | 13:18(0:10) | Natal Sharks | Boland Stadium, Wellington |
| 2 sierpnia 2000 |                  | 13:18(0:10) |              | Boland Stadium, Wellington |

| 2 sierpnia 2000 | Mighty Elephants | 24:18(12:13) | Cheetahs | PE Stadium, Port Elizabeth |
| 2 sierpnia 2000 |                  | 24:18(12:13) |          | PE Stadium, Port Elizabeth |

| 3 sierpnia 2000 | Falcons | 43:42(22:20) | Golden Lions | Bosman Stadium, Brakpan |
| 3 sierpnia 2000 |         | 43:42(22:20) |              | Bosman Stadium, Brakpan |

| 9 sierpnia 2000 | Cheetahs | 48:27(14:10) | Falcons | Vodacom Park, Bloemfontein |
| 9 sierpnia 2000 |          | 48:27(14:10) |         | Vodacom Park, Bloemfontein |

| 10 sierpnia 2000 | Griffons | 36:40(26:17) | Boland Cavaliers | North West Stadium, Welkom |
| 10 sierpnia 2000 |          | 36:40(26:17) |                  | North West Stadium, Welkom |

| 10 sierpnia 2000 | Natal Sharks | 29:15(11:8) | Mighty Elephants | University of Natal, Durban |
| 10 sierpnia 2000 |              | 29:15(11:8) |                  | University of Natal, Durban |

| 30 sierpnia 2000 | Falcons | 22:43(19:18) | Natal Sharks | Bosman Stadium, Brakpan |
| 30 sierpnia 2000 |         | 22:43(19:18) |              | Bosman Stadium, Brakpan |

| 31 sierpnia 2000 | Mighty Elephants | 48:37(31:19) | Griffons | PE Stadium, Port Elizabeth |
| 31 sierpnia 2000 |                  | 48:37(31:19) |          | PE Stadium, Port Elizabeth |

| 31 sierpnia 2000 | Cheetahs | 37:37(22:13) | Golden Lions | Vodacom Park, Bloemfontein |
| 31 sierpnia 2000 |          | 37:37(22:13) |              | Vodacom Park, Bloemfontein |

| 7 września 2000 | Boland Cavaliers | 38:21(26:14) | Mighty Elephants | Boland Stadium, Wellington |
| 7 września 2000 |                  | 38:21(26:14) |                  | Boland Stadium, Wellington |

| 7 września 2000 | Griffons | 24:38(5:10) | Falcons | North West Stadium, Welkom |
| 7 września 2000 |          | 24:38(5:10) |         | North West Stadium, Welkom |

| 7 września 2000 | Golden Lions | 42:35(23:18) | Natal Sharks | Ellis Park, Johannesburg |
| 7 września 2000 |              | 42:35(23:18) |              | Ellis Park, Johannesburg |

| 13 września 2000 | Falcons | 32:34(24:12) | Boland Cavaliers | Bosman Stadium, Brakpan |
| 13 września 2000 |         | 32:34(24:12) |                  | Bosman Stadium, Brakpan |

| 14 września 2000 | Golden Lions | 94:24(40:14) | Griffons | Ellis Park, Johannesburg |
| 14 września 2000 |              | 94:24(40:14) |          | Ellis Park, Johannesburg |

| 14 września 2000 | Natal Sharks | 44:12(10:6) | Cheetahs | University of Natal, Durban |
| 14 września 2000 |              | 44:12(10:6) |          | University of Natal, Durban |

### Grupa Y
| 19 lipca 2000 | Western Province | 13:23 | Border Bulldogs | Newlands Stadium, Kapsztad |
| 19 lipca 2000 |                  | 13:23 |                 | Newlands Stadium, Kapsztad |

| 20 lipca 2000 | SWD Eagles | 12:8 | Leopards | Outeniqua Park, George |
| 20 lipca 2000 |            | 12:8 |          | Outeniqua Park, George |

| 20 lipca 2000 | Griquas | 58:37 | Blue Bulls | Absa Park, Kimberley |
| 20 lipca 2000 |         | 58:37 |            | Absa Park, Kimberley |

| 26 lipca 2000 | Blue Bulls | 48:19 | SWD Eagles | Loftus Versfeld Stadium, Pretoria |
| 26 lipca 2000 |            | 48:19 |            | Loftus Versfeld Stadium, Pretoria |

| 27 lipca 2000 | Border Bulldogs | 28:35 | Pumas | Waverley Park, East London |
| 27 lipca 2000 |                 | 28:35 |       | Waverley Park, East London |

| 27 lipca 2000 | Leopards | 38:45 | Western Province | Olën Park, Potchefstroom |
| 27 lipca 2000 |          | 38:45 |                  | Olën Park, Potchefstroom |

| 3 sierpnia 2000 | Pumas | 34:15(12:5) | Leopards | Johann van Riebeeck Stadium, Witbank |
| 3 sierpnia 2000 |       | 34:15(12:5) |          | Johann van Riebeeck Stadium, Witbank |

| 3 sierpnia 2000 | Western Province | 43:30(20:10) | Blue Bulls | Newlands Stadium, Kapsztad |
| 3 sierpnia 2000 |                  | 43:30(20:10) |            | Newlands Stadium, Kapsztad |

| 4 sierpnia 2000 | SWD Eagles | 47:17(26:14) | Griquas | Outeniqua Park, George |
| 4 sierpnia 2000 |            | 47:17(26:14) |         | Outeniqua Park, George |

| 10 sierpnia 2000 | Leopards | 33:36(18:30) | Border Bulldogs | Olën Park, Potchefstroom |
| 10 sierpnia 2000 |          | 33:36(18:30) |                 | Olën Park, Potchefstroom |

| 10 sierpnia 2000 | Blue Bulls | 56:49(27:13) | Pumas | Loftus Versfeld Stadium, Pretoria |
| 10 sierpnia 2000 |            | 56:49(27:13) |       | Loftus Versfeld Stadium, Pretoria |

| 11 sierpnia 2000 | Griquas | 35:37(28:16) | Western Province | Absa Park, Kimberley |
| 11 sierpnia 2000 |         | 35:37(28:16) |                  | Absa Park, Kimberley |

| 31 sierpnia 2000 | Pumas | 31:17(24:7) | Griquas | Johann van Riebeeck Stadium, Witbank |
| 31 sierpnia 2000 |       | 31:17(24:7) |         | Johann van Riebeeck Stadium, Witbank |

| 31 sierpnia 2000 | Western Province | 31:18(21:15) | SWD Eagles | Newlands Stadium, Kapsztad |
| 31 sierpnia 2000 |                  | 31:18(21:15) |            | Newlands Stadium, Kapsztad |

| 1 września 2000 | Border Bulldogs | 26:23(23:7) | Blue Bulls | Waverley Park, East London |
| 1 września 2000 |                 | 26:23(23:7) |            | Waverley Park, East London |

| 6 września 2000 | Blue Bulls | 38:33(16:24) | Leopards | Loftus Versfeld Stadium, Pretoria |
| 6 września 2000 |            | 38:33(16:24) |          | Loftus Versfeld Stadium, Pretoria |

| 7 września 2000 | Griquas | 44:26(24:0) | Border Bulldogs | Absa Park, Kimberley |
| 7 września 2000 |         | 44:26(24:0) |                 | Absa Park, Kimberley |

| 8 września 2000 | SWD Eagles | 41:31(27:0) | Pumas | Outeniqua Park, George |
| 8 września 2000 |            | 41:31(27:0) |       | Outeniqua Park, George |

| 14 września 2000 | Border Bulldogs | 26:30(20:17) | SWD Eagles | Waverley Park, East London |
| 14 września 2000 |                 | 26:30(20:17) |            | Waverley Park, East London |

| 14 września 2000 | Leopards | 36:56(15:35) | Griquas | Olën Park, Potchefstroom |
| 14 września 2000 |          | 36:56(15:35) |         | Olën Park, Potchefstroom |

| 15 września 2000 | Pumas | 32:51(20:29) | Western Province | Johann van Riebeeck Stadium, Witbank |
| 15 września 2000 |       | 32:51(20:29) |                  | Johann van Riebeeck Stadium, Witbank |

## Top 8

### Faza grupowa
| 20 września 2000 | Natal Sharks | 49:13(27:5) | SWD Eagles | University of Natal, Durban |
| 20 września 2000 |              | 49:13(27:5) |            | University of Natal, Durban |

| 21 września 2000 | Cheetahs | 50:32(15:18) | Griquas | Vodacom Park, Bloemfontein |
| 21 września 2000 |          | 50:32(15:18) |         | Vodacom Park, Bloemfontein |

| 21 września 2000 | Golden Lions | 28:51(13:16) | Western Province | Ellis Park, Johannesburg |
| 21 września 2000 |              | 28:51(13:16) |                  | Ellis Park, Johannesburg |

| 22 września 2000 | Boland Cavaliers | 31:22(17:10) | Pumas | Boland Stadium, Wellington |
| 22 września 2000 |                  | 31:22(17:10) |       | Boland Stadium, Wellington |

| 27 września 2000 | Pumas | 47:32(27:7) | Cheetahs | Johann van Riebeeck Stadium, Witbank |
| 27 września 2000 |       | 47:32(27:7) |          | Johann van Riebeeck Stadium, Witbank |

| 28 września 2000 | Griquas | 41:44(17:22) | Boland Cavaliers | Absa Park, Kimberley |
| 28 września 2000 |         | 41:44(17:22) |                  | Absa Park, Kimberley |

| 28 września 2000 | Western Province | 19:28(6:17) | Natal Sharks | Newlands Stadium, Kapsztad |
| 28 września 2000 |                  | 19:28(6:17) |              | Newlands Stadium, Kapsztad |

| 29 września 2000 | SWD Eagles | 17:34(3:20) | Golden Lions | Outeniqua Park, George |
| 29 września 2000 |            | 17:34(3:20) |              | Outeniqua Park, George |

| 5 października 2000 | Boland Cavaliers | 22:52(22:21) | SWD Eagles | Boland Stadium, Wellington |
| 5 października 2000 |                  | 22:52(22:21) |            | Boland Stadium, Wellington |

| 5 października 2000 | Cheetahs | 38:47(21:20) | Western Province | Vodacom Park, Bloemfontein |
| 5 października 2000 |          | 38:47(21:20) |                  | Vodacom Park, Bloemfontein |

| 6 października 2000 | Natal Sharks | 60:27(32:13) | Pumas | University of Natal, Durban |
| 6 października 2000 |              | 60:27(32:13) |       | University of Natal, Durban |

| 6 października 2000 | Golden Lions | 51:6(22:3) | Griquas | Ellis Park, Johannesburg |
| 6 października 2000 |              | 51:6(22:3) |         | Ellis Park, Johannesburg |

| 11 października 2000 | SWD Eagles | 18:30(8:18) | Cheetahs | Outeniqua Park, George |
| 11 października 2000 |            | 18:30(8:18) |          | Outeniqua Park, George |

| 12 października 2000 | Pumas | 23:72(16:17) | Golden Lions | Johann van Riebeeck Stadium, Witbank |
| 12 października 2000 |       | 23:72(16:17) |              | Johann van Riebeeck Stadium, Witbank |

| 12 października 2000 | Griquas | 33:35(13:25) | Natal Sharks | Absa Park, Kimberley |
| 12 października 2000 |         | 33:35(13:25) |              | Absa Park, Kimberley |

| 12 października 2000 | Western Province | 46:26(19:5) | Boland Cavaliers | Newlands Stadium, Kapsztad |
| 12 października 2000 |                  | 46:26(19:5) |                  | Newlands Stadium, Kapsztad |

### Faza pucharowa
|  |                      |                  |                  |                      |    |              |              |       |
|  | Półfinał             | Półfinał         | Półfinał         |                      |    | Finał        | Finał        | Finał |
|  | Półfinał             | Półfinał         | Półfinał         |                      |    | Finał        | Finał        | Finał |
|  | 19 października 2000 |                  |                  |                      |    |              |              |       |
|  |                      |                  |                  |                      |    |              |              |       |
|  | Natal Sharks         | Natal Sharks     | 29               |                      |    |              |              |       |
|  | Natal Sharks         | Natal Sharks     | 29               | 26 października 2000 |    |              |              |       |
|  | Cheetahs             | Cheetahs         | 15               |                      |    |              |              |       |
|  | Cheetahs             | Cheetahs         | 15               |                      |    | Natal Sharks | Natal Sharks | 15    |
|  | 19 października 2000 |                  |                  |                      |    | Natal Sharks | Natal Sharks | 15    |
|  |                      |                  | Western Province | Western Province     | 25 |              |              |       |
|  | Western Province     | Western Province | Western Province | Western Province     | 25 | 43           |              |       |
|  | Western Province     | Western Province |                  |                      |    |              |              |       |
|  | Golden Lions         | Golden Lions     | 22               |                      |    |              |              |       |
|  | Golden Lions         | Golden Lions     | 22               |                      |    |              |              |       |

| 19 października 2000 | Natal Sharks | 29:15(5:15) | Cheetahs | University of Natal, Durban |
| 19 października 2000 |              | 29:15(5:15) |          | University of Natal, Durban |

| 19 października 2000 | Western Province | 43:22(20:10) | Golden Lions | Newlands Stadium, Kapsztad |
| 19 października 2000 |                  | 43:22(20:10) |              | Newlands Stadium, Kapsztad |

| 26 października 2000 | Natal Sharks | 15:25(9:18) | Western Province | University of Natal, Durban Sędzia: André Watson |
| 26 października 2000 |              | 15:25(9:18) |                  | University of Natal, Durban Sędzia: André Watson |

## Bankfin Cup

### Faza pucharowa
|  |                      |                  |            |                      |    |                  |                  |       |
|  | Półfinał             | Półfinał         | Półfinał   |                      |    | Finał            | Finał            | Finał |
|  | Półfinał             | Półfinał         | Półfinał   |                      |    | Finał            | Finał            | Finał |
|  | 14 października 2000 |                  |            |                      |    |                  |                  |       |
|  |                      |                  |            |                      |    |                  |                  |       |
|  | Mighty Elephants     | Mighty Elephants | 39         |                      |    |                  |                  |       |
|  | Mighty Elephants     | Mighty Elephants | 39         | 20 października 2000 |    |                  |                  |       |
|  | Leopards             | Leopards         | 21         |                      |    |                  |                  |       |
|  | Leopards             | Leopards         | 21         |                      |    | Mighty Elephants | Mighty Elephants | 20    |
|  | 14 października 2000 |                  |            |                      |    | Mighty Elephants | Mighty Elephants | 20    |
|  |                      |                  | Blue Bulls | Blue Bulls           | 41 |                  |                  |       |
|  | Blue Bulls           | Blue Bulls       | Blue Bulls | Blue Bulls           | 41 | 57               |                  |       |
|  | Blue Bulls           | Blue Bulls       |            |                      |    |                  |                  |       |
|  | Falcons              | Falcons          | 27         |                      |    |                  |                  |       |
|  | Falcons              | Falcons          | 27         |                      |    |                  |                  |       |

| 14 października 2000 | Mighty Elephants | 39:21 | Leopards | Telkom Park, Port Elizabeth |
| 14 października 2000 |                  | 39:21 |          | Telkom Park, Port Elizabeth |

| 14 października 2000 | Blue Bulls | 57:27 | Falcons | Loftus Versfeld Stadium, Pretoria |
| 14 października 2000 |            | 57:27 |         | Loftus Versfeld Stadium, Pretoria |

| 20 października 2000 | Mighty Elephants | 20:41 | Blue Bulls | Telkom Park, Port Elizabeth Sędzia: André Watson |
| 20 października 2000 |                  | 20:41 |            | Telkom Park, Port Elizabeth Sędzia: André Watson |